# Mistra-SWECIA
Mistra-SWECIA är ett tvärvetenskapligt program som utvecklar forskningsbaserade underlag för beslut om klimatanpassning. De forskare som medverkar i programmet studerar hur klimatet förändras, klimatförändringars effekter och möjliga strategier för klimatanpassning.
Mistra-SWECIA:s verksamhet bygger på expertis inom flera forskningsområden som klimatologi, ekosystemvetenskap, ekonomi, sociologi och statsvetenskap, samt ett nära samarbete med beslutsfattare och andra som medverkar i klimatanpassningsprocessen.
Mistra-SWECIA är finansierat av Stiftelsen för miljöstrategisk forskning, Mistra. SWECIA står för Swedish Research Programme on Climate, Impacts and Adaptation. Programmet involverar SMHI, SEI, Lunds universitet, Stockholms universitet och pågår under 2008–2015. SMHI är programvärd.